# 10073 Peterhiscocks
10073 Peterhiscocks è un asteroide della fascia principale. Scoperto nel 1989, presenta un'orbita caratterizzata da un semiasse maggiore pari a 2,3623448 au e da un'eccentricità di 0,1113363, inclinata di 7,18081° rispetto all'eclittica.